# The Stanford Prison Experiment (film)
The Stanford Prison Experiment is een Amerikaanse film uit 2015 onder regie van Kyle Partick Alvarez en is gebaseerd op het waargebeurde Stanford-gevangenisexperiment dat plaatsvond in 1971. De film ging in première op 26 januari op het Sundance Film Festival in de U.S. Dramatic Competition.

## Verhaal
Een groep van 24 Amerikaanse doorsnee-jongens uit de middenklasse, die aan het begin van het experiment niet van elkaar verschilden, zou twee weken lang gesplitst worden in de rol van bewaker of gevangene in een namaakgevangenis. Het toeval bepaalde de rolverdeling. Twaalf jongens mochten een uniform aandoen en kregen als opdracht: 'zorg voor orde, maar gebruik geen geweld'. De twaalf anderen kregen een gevangenisplunje aan. Zimbardo en zijn collega's wilden weten wat er in zo'n sociale situatie kon gebeuren. Na zes van de veertien voorziene dagen werd het experiment stilgelegd, omdat de spelers te ver in hun rol gingen. De meerderheid was niet langer in staat een onderscheid te maken tussen hun rol en hun eigen ik. In bijna elk onderdeel van hun gedrag, gedachten en gevoelens was er verandering te zien. Niet enkel de proefpersonen gingen tot het uiterste, ook de onderzoekers trapten in hun eigen val. Ze hadden buitenstaanders nodig om in te zien wat ze aan het doen waren.

## Rolverdeling
| Acteur           | Personage           |
| ---------------- | ------------------- |
| Billy Crudup     | Dr. Philip Zimbardo |
| Ezra Miller      | Daniel Culp         |
| Michael Angarano | Christopher Archer  |
| Tye Sheridan     | Peter Mitchell      |
| Johnny Simmons   | Jeff Jansen         |
| Olivia Thirlby   | Christina Zimbardo  |
| Ki Hong Lee      | Gavin Chan          |

## Prijzen en nominaties
| Jaar | Prijs                  | Categorie                                     | Genomineerde(n)                    | Uitslag  |
| ---- | ---------------------- | --------------------------------------------- | ---------------------------------- | -------- |
| 2015 | Sundance Film Festival | Waldo Salt Screenwriting Award: U.S. Dramatic | Tim Talbott                        | Gewonnen |
| 2015 | Sundance Film Festival | Alfred P. Sloan Feature Film Prize            | Alfred P. Sloan Feature Film Prize | Gewonnen |